# L'Uomo di pietra
L'Uomo di pietra è stata una rivista di satira letteraria e politica pubblicata nel Regno Lombardo-Veneto dal 1856 al 1859 e fondata dai letterati Cletto Arrighi, Camillo Cima e Gottardo Cattaneo.

## Storia
Nata nel florido ambiente culturale della Scapigliatura milanese, L'Uomo di pietra si offriva al pubblico come giornale letterario dalle ambizioni umoristiche e satiriche, rivolte soprattutto contro l'allora governante austriaco, come specificato anche dall'Arrighi quando pone tra gli obiettivi del nascente periodico di far con la penna un po' di guerra all'Austria. La rivista ereditò inoltre dai due fondatori Camillo Cima e Cletto Arrighi, forti sostenitori della lingua lombarda come fulcro dell'identità storica della regione, l'uso del dialetto come ragione di avvicinarsi sempre di più all'animo dei milanesi.
Tra i suoi collaboratori figuravano il romanziere Giuseppe Rovani, i poeti Giovanni Rajberti, Anastasio Buonsenso e Antonio Picozzi, il critico musicale e librettista Antonio Ghislanzoni, gli scrittori e uomini politici Ottavio Tasca e Ippolito Nievo, che si firmava con lo pseudonimo Todero, e Emilio Treves con lo pseudonimo Il Piovano, tutti assidui frequentatori del Caffè Martini. Le illustrazioni e le caricature dell'Uomo di pietra erano realizzate da Giulio Gorra, Camillo Cima (Don Pacifico Pinzo), Iacopo Parera (Don Sancio), Casimiro Teja (Jetta), Carlo Gallina, Sebastiano De Albertis e Luigi Borgomainerio.
Il giornale cessò le pubblicazioni il 23 aprile del 1859 a causa dell'arruolamento dei suoi collaboratori per la Seconda guerra d'indipendenza che di li a poco sarebbe scoppiata. Un tentativo di far rinascere l'Uomo di pietra lo si ebbe nel 1863, ma dopo vari cambi di direzione verrà alla fine ceduto ad Edoardo Sonzogno confluendo ne Lo Spirito Folletto.

## Il nome

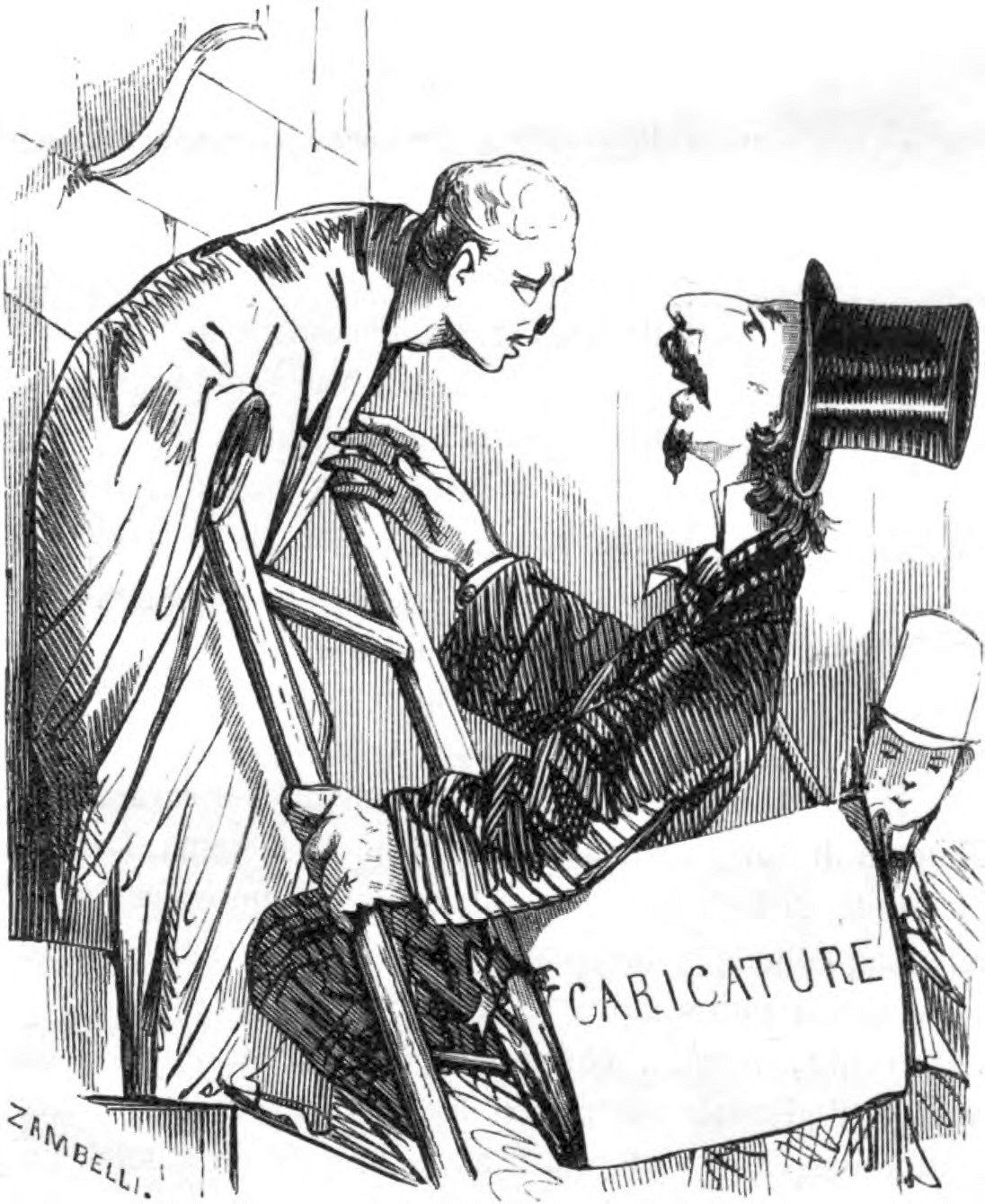
Disegno dal primo numero

Il nome della rivista deriva da una scultura di epoca romana (nota ai cittadini milanesi proprio come Uomo di pietra o Scior Carera), che alla fine del XVIII secolo divenne una statua parlante, in analogia al Pasquino della tradizione romana, su cui venivano affisse satire e motti politici.
Nel secondo numero della rivista l'intera storia della statua venne raccontata in prima persona.
La statua comparve stabilmente sulla testata della rivista.

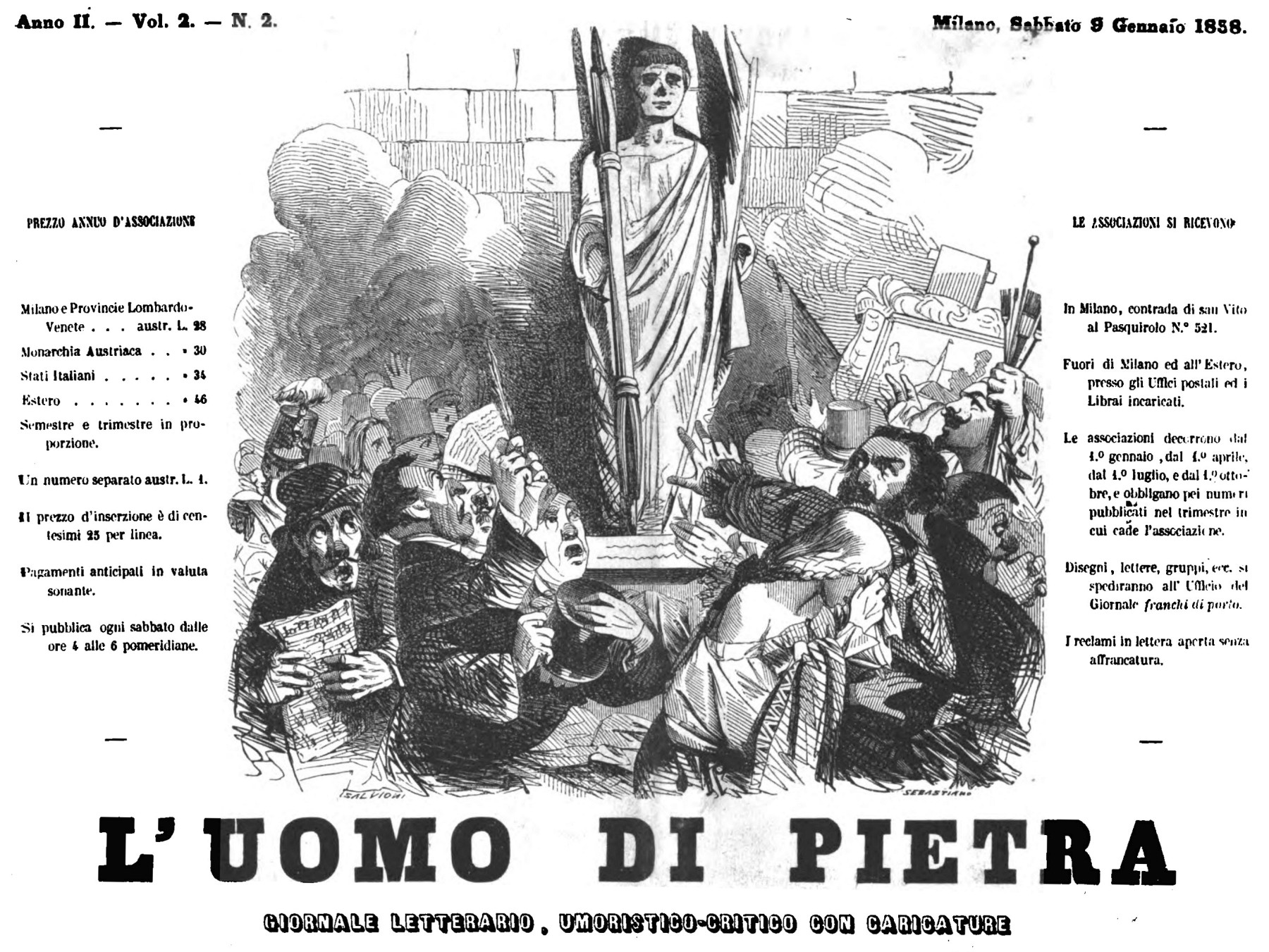
Testata dell'anno 1858
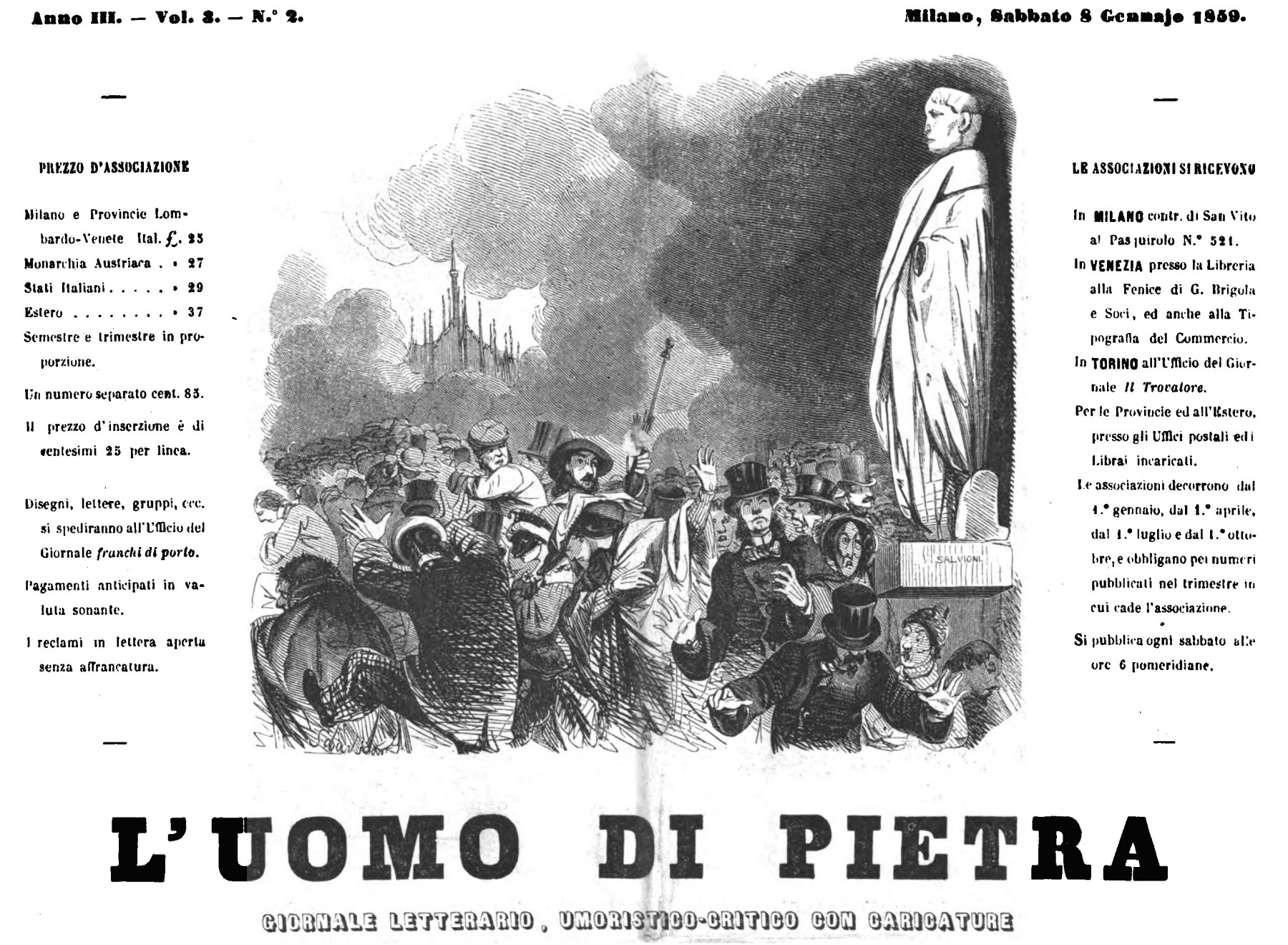
Testata dell'anno 1859